# Cafius xantholoma
Cafius xantholoma är en skalbaggsart som först beskrevs av Johann Ludwig Christian Gravenhorst 1806.  Cafius xantholoma ingår i släktet Cafius, och familjen kortvingar. Arten är reproducerande i Sverige.